# Arisaema lihenganum
Arisaema lihenganum là một loài thực vật có hoa trong họ Ráy (Araceae). Loài này được J.Murata & S.K.Wu mô tả khoa học đầu tiên năm 2003.